# Wild Bill Hickok
James Butler Hickok (Homer, 27 de maig de 1837 - Deadwood, 2 d'agost de 1876), més conegut com a Wild Bill Hickok, fou un personatge del Far West, fill de William Alonzo i Polly Butler Hickok. Va destacar com a pistoler i com a explorador, a banda de la reputació que va adquirir com a marshal, tot i que alguns episodis de la seva vida han estat modificats per la ficció. El seu malnom de Wild Bill (Salvatge Bill) va inspirar-ne d'altres de semblants per a homes coneguts per la seva gosadia en camps diversos.
Hickok va arribar al Far West fent de conductor de la diligència. Perseguit per la llei, es va fer anomenar Bill Hickok, per poder fer-se passar pel seu germà William en cas de compromís. Aviat va ser conegut com a Wild Bill (Bill el Salvatge). Després d'aquesta etapa, James Butler Hickok, ja definitivament anomenat Bill, va esdevenir agent de la llei als territoris de Kansas i de Nebraska. Va lluitar al costat de la Unió a la Guerra Civil, i es va fer popular com a explorador, pistoler i jugador professional després de la guerra.
Entre la seva dedicació al servei de la llei i la seva activitat amb el joc, que sovint se simultaniejaven, Hickok es va veure embolicat en diversos tiroteigs importants, fins que fou assassinat mentre jugava al pòquer en un saloon del Territori de Dakota a mans d'un jugador ressentit anomenat Jack McCall, qui li va disparar un tret al clatell. Segons la llegenda en el moment de ser assassinat tenia una doble parella d'asos i de vuits; des de llavors, aquesta jugada és coneguda com La Mà del Mort.
El cavall de Hickok s'anomenava Black Nell, i les seves armes preferides van ser dos revòlvers Colt 1851 Navy amb empunyadura de marfil, tot i que gairebé sempre va utilitzar d'altres armes en els duels que el van fer cèlebre.